# Empis bigoti
Empis bigoti är en tvåvingeart som beskrevs av Axel Leonard Melander 1902. Empis bigoti ingår i släktet Empis och familjen dansflugor.
Artens utbredningsområde är Kalifornien. Inga underarter finns listade i Catalogue of Life.